# Liste der eswatinischen Botschafter beim Heiligen Stuhl
Die Liste der eswatinischen Botschafter beim Heiligen Stuhl bietet einen Überblick über die Leiter der diplomatischen Vertretung des Königreichs Eswatini (bis 2018 Swasiland) beim Völkerrechtssubjekt des Heiligen Stuhls seit Aufnahme diplomatischer Beziehungen.
| Amtszeit  | Name                            | Anmerkung         |
| --------- | ------------------------------- | ----------------- |
| 1993–1996 | Mpumelelo Joseph Ndumiso Hlophe | Botschafter       |
| 1997–1998 | Sethabile E. J. Mdululi         | Geschäftsträgerin |
| 1998–2015 | Prinz David Mawokota Dlamini    | Botschafter       |
| 2015–2016 | Joel Musa Nhleko                | Botschafter       |
| 2016–2017 | Philile Masuku                  | Geschäftsträgerin |
| 2017–     | Sibusisiwe Mngomezulu           | Botschafter       |

## Weblink
- Martin Wolters: Das beim Hl. Stuhl akkreditierte Diplomatische Korps In: Die Apostolische Nachfolge